# Rheintalflug
A Rheintalflug Seewald Ges. m. b. H. egy osztrák légitársaság, amelynek székhelye Innsbruckban volt.

## Története
A légitársaságot 1973-ban alapította Rolf Seewald, és kezdetben a cég a Hohenems-Dornbirn repülőtérről indított rövidtávú járatokat, majd a St. Gallen–Altenrhein repülőtérről indított Bécsbe menetrend szerinti járatokat (1997-ben heti 17 járatot), 1992-től pedig európai koncesszióval rendelkezett az útvonalra. 1997-től a Lufthansa megbízásából a Friedrichshafen-Berlin, a Friedrichshafen-Köln/Bonn és egy ideig a Friedrichshafen-Düsseldorf útvonalakon is teljesít járatokat.
2001-ben a légitársaságot eladták az Austrian Airlines-nak, és így az Austrian Airlines csoport tagjává vált. Ezt követően 2002 végén egyesült a a Tyrolean Airways légitársasággal, és Austrian Arrows néven újjáalakultak. Renate Moser, Rolf Seewald felesége ekkor alapította meg az InterSky légitársaságot, amelynek székhelye Friedrichshafenben volt.

## Flotta
A vállalat összesen nyolc turbólégcsavaros repülőgépet üzemeltetett, és az eladás időpontjában három Embraer ERJ 145-öst.

## A 102-es járat
1989. február 23-án egy Rheintalflug Aero Commander 690D megmagyarázhatatlanul lezuhant a Boden-tó felett, Rorschach közelében. A szerencsétlenségben 11 ember hunyt el, köztük az akkori osztrák szociális ügyekért felelős miniszter, Alfred Dallinger és Brigitte Seewald, pilóta és a cég alapítójának a felesége.

## Fordítás
Ez a szócikk részben vagy egészben  a   Rheintalflug című német Wikipédia-szócikk ezen változatának fordításán alapul.  Az eredeti cikk szerkesztőit annak laptörténete sorolja fel. Ez a jelzés csupán a megfogalmazás eredetét és a szerzői jogokat jelzi, nem szolgál a cikkben szereplő információk forrásmegjelöléseként.